# Rudolf Ippisch (Schiff, 1928)
Die Rudolf Ippisch ist ein Passagierschiff, das bei der Traunsee-Schifffahrt eingesetzt wird.

## Geschichte
Gebaut wurde das Schiff 1928 als Küstenmotorschiff in den Niederlanden. Es trug zunächst den Namen Nob. 1940 wurde es in Kiel von der deutschen Wehrmacht übernommen und auf den Namen Schwalbe umgetauft. 1945 wurde das Schiff auf der Donau von den US-Streitkräften beschlagnahmt und Suzi Q. genannt. In der Nachkriegszeit diente die Suzi Q. als schwimmendes Etablissement in Linz. 1953 wurde sie für den Linienverkehr auf dem Traunsee angekauft und nach Rudolf Ippisch senior benannt, der seit 1909 Schiffe auf dem Traunsee betrieben hatte.
2005 wurde das Schiff wegen eines Getriebeschadens außer Dienst gestellt; im Jahr 2009 kehrte es restauriert zurück. Es gilt als eines der schönsten und ältesten Motorschiffe in Österreich.